# 圣地亚哥-德尔托尔梅斯
圣地亚哥-德尔托尔梅斯是西班牙卡斯蒂利亚-莱昂阿维拉省的一个市镇。总面积69平方公里，总人口229人（2001年），人口密度3人/平方公里。